# Kerti Károly
Kerti Károly (Magyarbóly, 1917. október 21. – Tata, 1986. november 29.) Munkácsy Mihály-díjas (1961) magyar grafikus.

## Életpályája
A nyolcosztályos gimnáziumot a bonyhádi evangélikus gimnáziumban végezte, majd 1937–1942 között a Képzőművészeti Főiskola hallgatója volt, ahol Benkhard Ágost és Boldizsár István oktatta. 1942-ben Elekfy Jenő mellett tanársegéd volt. 1942–1947 között katonai szolgálatot teljesített; hadifogoly lett. 1947–1957 között Orosházán, majd Tatán élt és dolgozott rajztanárként. 1953-tól volt kiállító művész. Az 1980-as években festészettel is foglalkozott.
Munkáiban Picasso képeinek tanulságait ötvözte népművészeti elemekkel. Korai művein ipari tájakat, gépeket, történelmi eseményeket ábrázolt. Később a természet és az ember áttételes, geometriai módon átlényegített ábrázolására törekedett. Jelentősek színes papírmetszetei is.

## Kiállításai

### Egyéni
- 1954, 1961, 1987 Budapest
- 1964, 1967, 1975, 1997 Tata
- 1967 Tatabánya, Oroszlány
- 1970 Győr
- 1972 Zágráb
- 1973 Eger
- 1977 Orosháza, Oroszlány
- 1978 Szekszárd, Bonyhád, Dömös
- 1979 Székesfehérvár
- 1983 Veszprém, Komárom, Orosháza
- 1985 Tatabánya, Tata
- 1986 Orosháza, Tata
- 1987 Békéscsaba, Tata
- 1996 Tatabánya

### Válogatott, csoportos
- 1958–1986 Komárom megyei képzőművészek kiállításai
- 1961–1969 Országos Grafikai Biennálé, Miskolc
- 1964–1984 Magyar Képzőművészek és Iparművészek Szövetsége Észak-dunántúli Területi Szervezet kiállításai
- 1968 Mai magyar grafika, Magyar Nemzeti Galéria, Budapest

## Művei
- Csók (krétarajz, 1965)
- A bohóc (linómetszet, 1977)
- Ijedt galambok (papírmetszet, 1982)
- Visszatekintő (tollrajz, 1986)

## Díjai
- Alba Regia-emlékérem (1958)[3]
- Munkácsy Mihály-díj (1961)[3]
- Csók István-emlékérem (1965)[3]
- a lipcsei könyvművészeti kiállítás bronzérme (1965)
- Komárom megye Tanácsköztársaság-pályázatának I. díja (1969)
- Komárom Megyei Tanács alkotói ösztöndíja (1972, 1975)
- Komárom Megyei Tanács művészeti díja (1973)[3]
- Pro Urbe Tata (1974)[3]
- Honvédelmi Minisztérium Országos Képzőművészeti pályázata, II. díj (1976)
- Munka Érdemrend arany fokozat (1978)[4]
- Komárom megyei Tavaszi tárlat nívódíjak (1979–1986)